# سيد مصطفى (قرية)
قرية سيد مصطفى (بالكردية: سەیدمستەفا)‏ هي إحدى قرى ناحية قورة تو في قضاء خانقين ضمن الحدود الإدارية لمحافظة السليمانية لأنها ضمن مناطق إدارة كرميان في إقليم كردستان العراق.